# 왕카이웨이
왕카이웨이(王凱韋, 왕개위, 본명은 왕허시(王合喜, 왕합희), 영문명은 Ken Wong, 1967년 2월 4일 ~ )는 중화인민공화국 홍콩 특별행정구의 윈드서핑 선수 출신으로 영화배우, 텔레비전 연기자, 광고 모델이다.

## 생애
그는 하카계 출신으로 영국령 홍콩에서 출생하여 지난날 한때 중화인민공화국 광둥성 둥관에서 잠시 유아기를 보낸 적이 있으며 무예에도 특기가 있는 그는 1987년 왕허시(王合喜) 본명으로 윈드서핑 선수로 첫 입문하여 활동하다가 1995년 은퇴하였고 1997년 왕카이웨이(王凱韋) 예명으로 홍콩 영화 《신투첩영(神偷諜影)》으로써 영화배우로 데뷔하였다. 2005년부터는 텔레비전 드라마에도 출연하기 시작하였다.

## 같이 보기
- 린리